# 國府田マリ子・南かおりのSha-La-La〜ふたり〜
『國府田マリ子・南かおりのSha-La-La〜ふたり〜』（こうだまりこ・みなみかおりのしゃらら〜ふたり〜）は、國府田マリ子と南かおりによるコンピレーション・アルバム。1998年8月21日にキングレコードより発売された。

## 解説
コナミ・インターネット放送「db FM presents 國府田マリ子・南かおりのSha La・La〜ふたり〜」をCD化。番組のテーマ曲、國府田マリ子と南かおりのデュエット曲等が収録されている。

## 収録曲
1. Top News
2. PUFF(THE MAGIC DRAGON)
  - 作詞・作曲：P.YARROW・L.LOPTON、編曲：鈴木俊介

ウクレレ演奏で、高木ブーが参加している[3]。
3. Free Talk
4. 携帯電話とPHSの会話
5. せんぷう機とクーラー
6. 掃除道具同士の悲しい話
7. ペットボトルと缶ジュースの意外な使い道
8. 残り物には福がある?
9. テレビとリモコンの関係
10. 猿すべりと獅子おどしのグチ
11. 公団と社宅の小さな夢
12. ビンと栓の運命
13. 新聞vsマンガ
14. しおコショウ
15. ルーズソックスとハイソックスの会話
16. A recess
17. 焼き肉たちの下克上
18. 地引き網と手編みは永遠に平行線
19. ウサギとタコの告白
20. かさぶたとバンソコウの初体験物語
21. 地球バァさんと海王星バァさんの会話
22. マッチと100円ライターのウリ
23. シッポはシッポでも…
24. 始発電車と終電のすれちがい人生
25. 遊び場の自慢対決
26. 単行本とストーカー
27. 足の小指ちゃんとクサレ縁
28. ビールとタバコは二十歳になってから?
29. 眼鏡とコンタクトの選挙戦
30. どんぶり取り調べ室
31. Ending(Sha-La-La〜ふたり〜)
  - 作詞：國府田マリ子、作曲：松原みき、編曲：亀田誠治